# 파르데스
파르데스(Pardes)는 인도에서 제작된 수바시 가이 감독의 1997년 뮤지컬, 멜로/로맨스, 액션, 드라마 영화이다. 샤룩 칸 등이 주연으로 출연하였고 수바시 가이 등이 제작에 참여하였다.

## 출연

### 주연
- 샤룩 칸
- 마히마 초드리

### 조연
- 아푸바 아그니호리
- 아록 나스
- 슈바 코트
- 디나 퍼닥
- 히마니 시브푸리
- 파드마바티 라오
- 빠완 말호뜨라
- 마두리 바티아
- 베누 칼시
- 스미타 자이카르
- 아딧야 나라얀
- 프라치
- 디팍 콰지르
- 아난드 발라이
- 석윈더
- 샤시 샤르마
- 아카시 카나타키
- 수바시 가이
- 암리쉬 푸리

## 제작진
- 대사: 자베드 시디퀴